# Râul Sbanț
Râul Sbanț este un curs de apă, afluent al râului Jijioara. 